# Hypoxis vaginata
Hypoxis vaginata là một loài thực vật có hoa trong họ Hypoxidaceae. Loài này được Schltdl. mô tả khoa học đầu tiên năm 1847.